# 52 Sagittarii
52 Sagittarii (h² Sagittarii) é uma estrela na direção da Sagittarius. Possui uma ascensão reta de 19h 36m 42.39s e uma declinação de −24° 53′ 00.8″. Sua magnitude aparente é igual a 4.59. Considerando sua distância de 189 anos-luz em relação à Terra, sua magnitude absoluta é igual a 0.77. Pertence à classe espectral B8/B9V.